# Protoribates rodriguezi
Protoribates rodriguezi är en kvalsterart som först beskrevs av Sandór Mahunka 1988.  Protoribates rodriguezi ingår i släktet Protoribates och familjen Protoribatidae. Inga underarter finns listade i Catalogue of Life.